# Tromsdalen UIL
Tromsdalen UIL is een Noorse sportclub uit de wijk Tromsdalen in de stad Tromsø. De club is actief in voetbal, atletiek, skiën en turnen. De traditionele kleuren van de vereniging zijn rood-blauw. 

## Geschiedenis
De club uit Tromsdalen werd in 1938 opgericht uit een fusie tussen Fart en Fredig. Negen jaar later werd de naam gewijzigd naar Radar. De huidige naam van de club kwam op 1968 tot stand, nadat de club eerst nog een tijdje Tromsdalen IL had geheten. Tromsdalen UIL heeft vijf sportafdelingen, waarvan de voetbalafdeling het bekendste is.

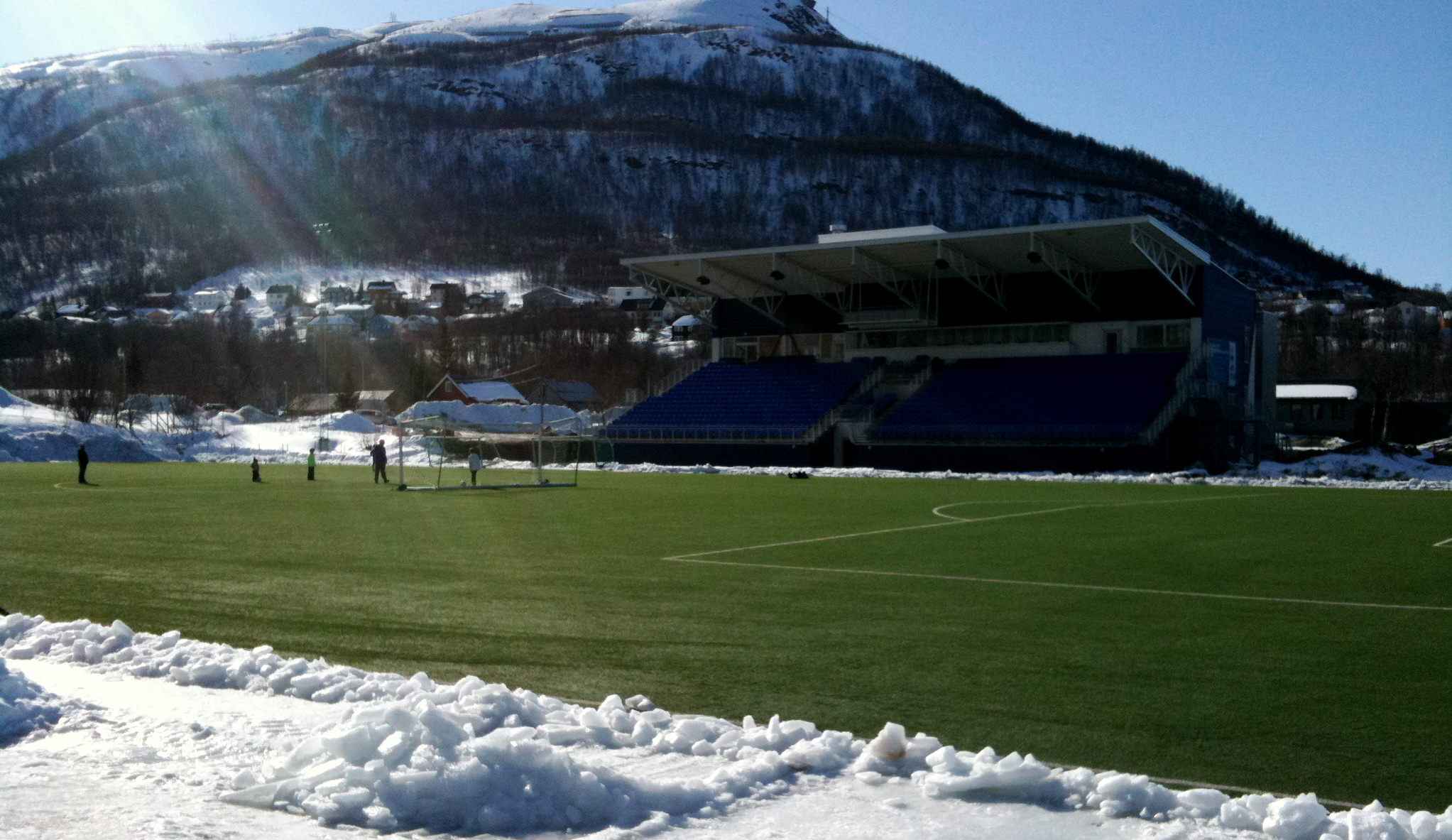
De vernieuwde TUIL Arena in de stadswijk Tromsdalen.

### Voetbal
De voetbalafdeling promoveerde in 2003 naar de 1. divisjon, de tweede klasse in het Noorse voetbal, maar degradeerde meteen na één seizoen terug naar de 2. divisjon. Een jaar later kon de club opnieuw stijgen naar de tweede klasse. Door een slecht begin van de club in de competitie bleef TUIL lang in de degradatiezone hangen. Door een sterke eindsprint kon toch nog handhaving worden bewerkstelligd. Het seizoen daarop, in 2007, moest de club wel weer een stapje terugdoen. 
Sindsdien is de club een echte 'liftploeg': TUIL degradeerde en promoveerde elk jaar weer van en naar de tweede klasse. Zo werd promotie behaald in 2008, 2011, 2013 en 2016, maar men degradeerde vervolgens weer terug naar de 2. divisjon in de seizoenen 2010, 2012, 2014 en 2019. 
De naam van de sportaccommodatie werd in 2010 officieel TUIL Arena, toen er tevens een nieuwe tribune werd gebouwd. Het seizoen erop werd in de 2. divisjon gelijk een record door 105 doelpunten te maken in een competitie van 26 speelrondes. 
In 2007 speelde het vrouwenelftal van TUIL in de tweede klasse van het Noorse vrouwenvoetbal. De club maakte geen schijn van kans en degradeerde direct weer naar de derde klasse.

## Eindklasseringen
| Seizoen | №  | Clubs | Divisie     | Duels | Winst | Gelijk | Verlies | Doelsaldo | Punten |
| ------- | -- | ----- | ----------- | ----- | ----- | ------ | ------- | --------- | ------ |
| 2006    | 12 | 16    | 1. divisjon | 30    | 8     | 11     | 11      | 48-52     | 35     |
| 2007    | 14 | 16    | 1. divisjon | 30    | 7     | 8      | 15      | 37-56     | 29     |
| 2008    | 1  | 14    | 2. divisjon | 26    | 17    | 5      | 4       | 64-24     | 56     |
| 2009    | 12 | 16    | 1. divisjon | 30    | 11    | 6      | 13      | 38-54     | 39     |
| 2010    | 14 | 16    | 1. divisjon | 28    | 8     | 4      | 16      | 33-50     | 28     |
| 2011    | 1  | 14    | 2. divisjon | 26    | 20    | 2      | 4       | 105-28    | 62     |
| 2012    | 13 | 16    | 1. divisjon | 30    | 10    | 5      | 15      | 51-62     | 35     |
| 2013    | 1  | 14    | 2. divisjon | 26    | 19    | 5      | 2       | 70-31     | 62     |
| 2014    | 14 | 16    | 1. divisjon | 30    | 8     | 7      | 15      | 44-56     | 31     |
| 2015    | 2  | 14    | 2. divisjon | 26    | 18    | 3      | 5       | 71-27     | 57     |
| 2016    | 1  | 14    | 2. divisjon | 26    | 21    | 4      | 1       | 71-19     | 67     |
| 2017    | 9  | 16    | 1. divisjon | 30    | 9     | 10     | 11      | 43-43     | 37     |
| 2018    | 7  | 16    | 1. divisjon | 30    | 12    | 7      | 11      | 43-47     | 43     |
| 2019    | 16 | 16    | 1. divisjon | 30    | 3     | 4      | 23      | 36-79     | 13     |
| 2020    | 7  | 14    | 2. divisjon | 18    | 6     | 4      | 8       | 31-24     | 22     |
| 2021    | 4  | 14    | 2. divisjon | 26    | 13    | 6      | 7       | 52-34     | 45     |
| 2022    | 8  | 14    | 2. divisjon | 26    | 10    | 5      | 11      | 28-35     | 35     |
| 2023    | 2  | 14    | 2. divisjon | 26    | 15    | 5      | 6       | 56-29     | 50     |

## Bekende (ex-)spelers
- Rune Lange